# Curanahuel aconcagua
Genre
Espèce
Curanahuel aconcagua, unique représentant du genre Curanahuel, est une espèce de solifuges de la famille des Mummuciidae.

## Distribution
Cette espèce est endémique d'Argentine. Elle se rencontre dans les provinces de Mendoza et de San Juan.

## Description
Le mâle holotype mesure 5,05 mm et la femelle paratype 5,99 mm.

## Étymologie
Son nom d'espèce lui a été donné en référence au lieu de sa découverte, le parc provincial de l'Aconcagua.

## Publication originale
- Botero-Trujillo, Lagos-Silnik & Fernández-Campón, 2019 : « Curanahuel aconcagua, a new genus and species of sun-spider (Solifugae: Mummuciidae) from the Cuyan High Andean biogeographic province of Argentina. » The Journal of Arachnology, vol. 47, no 3, p. 351-359 (texte intégral).